# سبز شل
سبز شل (به انگلیسی: Scheele's Green) با فرمول شیمیایی AsCuHO۳ یک ترکیب شیمیایی با شناسه پاب‌کم ۲۵۱۳۰ است. که جرم مولی آن ۱۸۷٫۴۷۴ می‌باشد. 